# Hexangitrema pomacanthi
Hexangitrema pomacanthi är en plattmaskart. Hexangitrema pomacanthi ingår i släktet Hexangitrema och familjen Microscaphidiidae. Inga underarter finns listade i Catalogue of Life.